# Samuel Sáiz
Samuel Sáiz Alonso (Madrid, 22 gennaio 1991) è un calciatore spagnolo, attaccante dell'Eyüpspor.

## Palmarès

### Individuale
- Capocannoniere della Football League Cup: 1

2017-2018 (4 reti, alla pari con Josh Murphy e Islam Slimani)